# Zanmari Baré
Jean-Marie Baré, dit Zanmari Baré est un chanteur français de maloya (musique traditionnelle de l'île de la Réunion, dont il est originaire).

## Biographie
Né en 1969 il est le fils d'un petit blanc des hauts (yab) et d'une créole. Son père l'initie au plaisir de la chanson. A la mort de son père, alors qu'il a 14 ans, il cultivera cet amour du chant. Il est marqué dans les années 1970 par le renouveau du maloya à la Réunion qui est porté par de nouveaux artistes tels que Firmin Viry, Gramoun Lélé ou encore Lo Rwa Kaf. Il se dit aussi influencé par Alain Peters et Danyel Waro. Les influences de Zanmari se retrouvent dans sa musique, puisqu'il allie en effet, un maloya traditionnel et des influences externes en utilisant par exemple des cuivres, du violoncelle, du ukulélé... La musique de Zanmari Baré se caractérise aussi par un gout prononcé pour la poésie.
Son premier métier est celui d'éducateur spécialisé. En parallèle, il devient le chanteur du groupe de maloya Lansiv dans les années 2000. Ce groupe projette d'enregistrer un disque, mais cela n'aboutira pas. Aussi, en 2013, Zanmari se lance dans une carrière musicale en solo avec son premier album : Mayok Flér. Ce titre fait référence à la fleur du poinsettia, en français. Pour Zanmari « Elle symbolise le rapport amoureux, fait de douceur et de miel, mais aussi d'acide et d'amer. ». On trouve aussi dans cet album, la chanson Kosa in Soz papa qui est constituée d'une succession de devinettes traditionnelles de l'île de La Réunion. Interrogé à ce sujet, Zanmari a expliqué que son grand-père qui habitait à Sainte-Marie de la Réunion, jouait à ce jeu avec lui lorsqu'il était enfant.
Il enchainera ensuite avec l'album Voun en 2018 puis Sizi, un hommage à sa mère et à sa famille, sorti en 2021.
Proche de Danyel Waro, il enregistre avec lui le poème Nout Lang sur son premier album. Ils se retrouvent aussi régulièrement en concert.

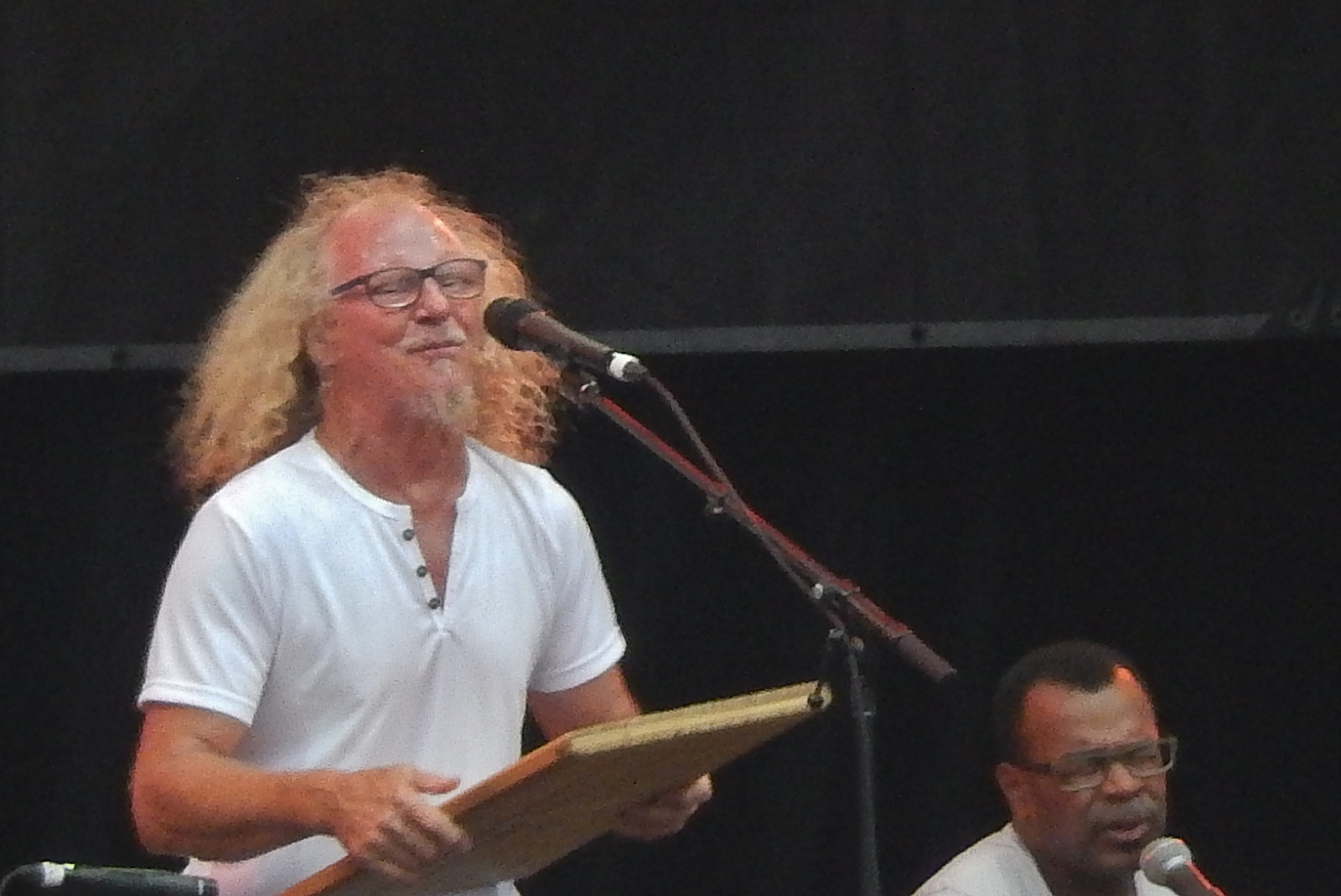
Danyel Waro en concert

Zanmari joue des instruments traditionnels du maloya, notamment le Kayamb et le Bobre.

## Discographie

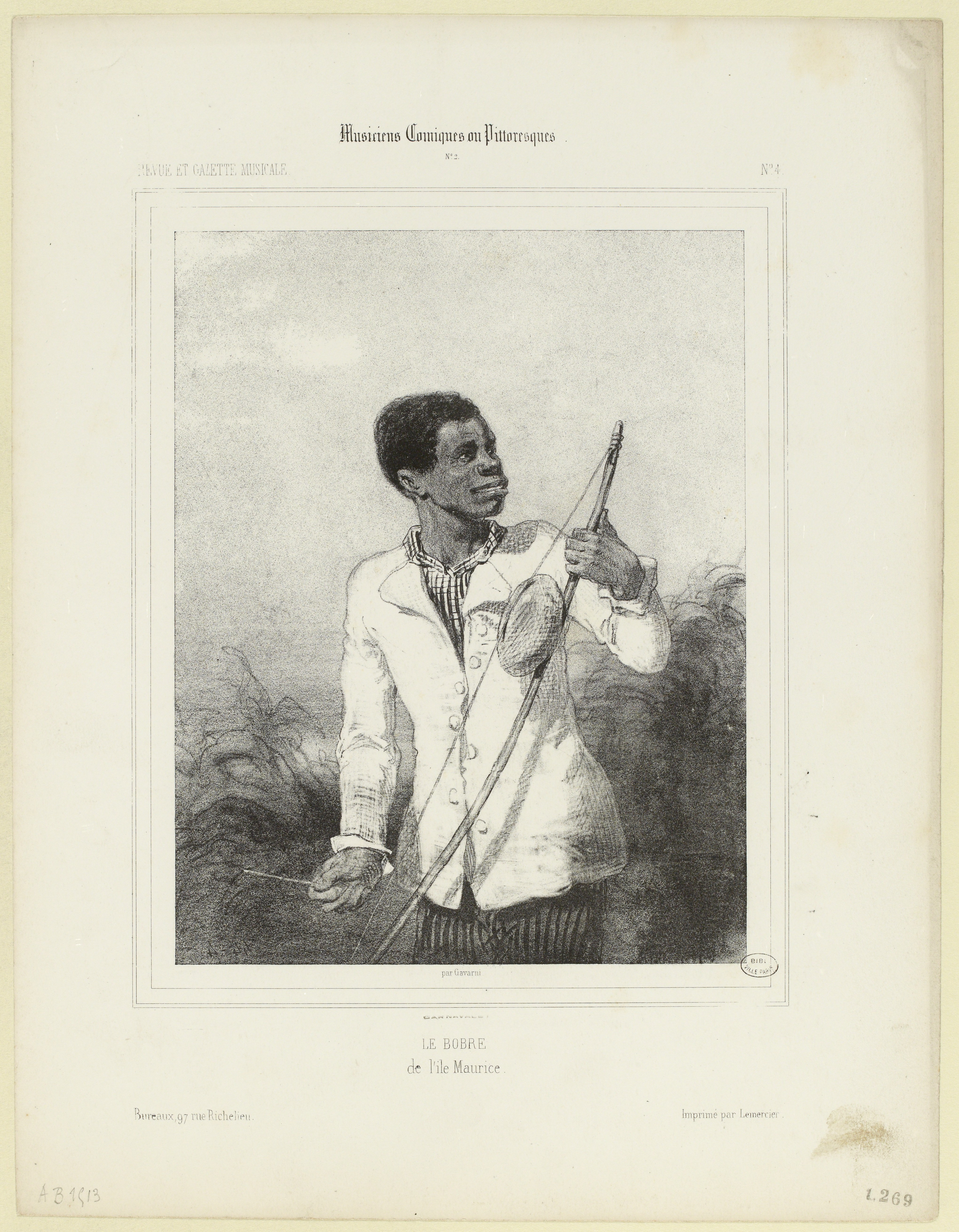
Un bobre

- 2013 : Mayok Flér
- 2018 : Voun
- 2021 : Sizi